# Ross Finnie

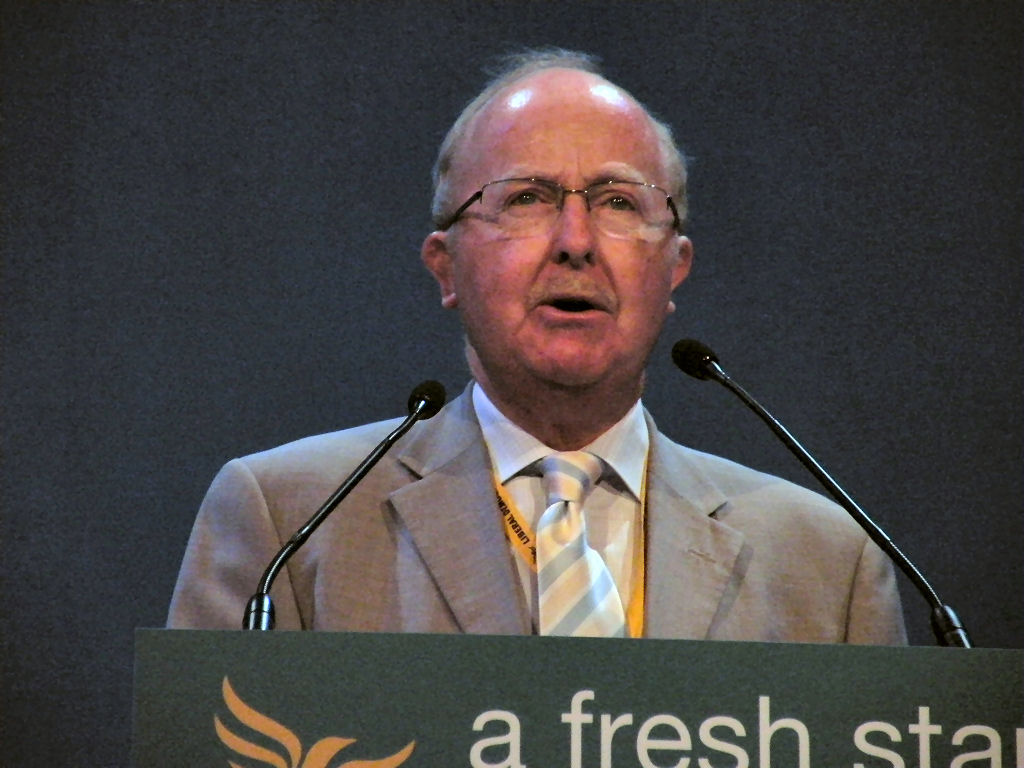
Ross Finnie

Ross Finnie (* 11. Februar 1947 in Greenock) ist ein schottischer Politiker und Mitglied der Liberal Democrats.

## Leben
Finnie besuchte die Greenock Academy und war in den folgenden Jahren bei verschiedenen Unternehmen im Finanzsektor tätig. Ab 1991 betrieb er sein eigenes Beratungsunternehmen Ross Finnie & Co. Finnie ist verheiratet, zweifacher Vater und lebt in Greenock.

## Politischer Werdegang
Erstmals trat Finnie im Jahre 1977 auf politischer Ebene in Erscheinung, als er für die Liberal Party in den Regionalrat von Inverclyde gewählt wurde. Diesem gehörte er bis zu seiner Wahl in das Schottische Parlament ununterbrochen an. Bei den Britischen Unterhauswahlen 1979 trat er erstmals zu Wahlen auf nationaler Ebene an. In seinem Wahlkreis West Renfrewshire erhielt er nur die vierthöchste Stimmenanzahl und verpasste damit den Einzug in das Britische Unterhaus. Von 1982 bis 1986 war Finnie Vorsitzender des schottischen Ablegers der Liberal Party. Ein zweites Mal kandidierte er bei den Unterhauswahlen 1983 um ein Unterhausmandat. In seinem Wahlkreis Stirling erhielt er den drittgrößten Stimmenanteil.
Bei den ersten Schottischen Parlamentswahlen im Jahre 1999 bewarb sich Finnie um das Direktmandat des Wahlkreises Greenock and Inverclyde, er erhielt hinter dem Labour-Kandidaten Duncan McNeil die zweithöchste Stimmenanzahl und verpasste damit das Direktmandat des Wahlkreises. Da Finnie aber auf dem ersten Rang der Regionalwahlliste der Liberaldemokraten für die Wahlregion West of Scotland gesetzt war, erhielt er infolge des Wahlergebnisses das einzige Listenmandat für die Liberal Democrats in dieser Wahlregion und zog in das neugeschaffene Schottische Parlament ein. In der folgenden Koalition zwischen Labour Party und Liberal Democrats wurde er von Donald Dewar zum Minister für ländliche Angelegenheiten ernannt und erhielt damit einen der beiden Ministerposten der Liberaldemokraten. Nach Dewars Tod wurde Finnies Ministerium umbenannt und Finnie damit Minister für die Entwicklung ländlicher Regionen. Nach dem Rücktritt Sam Galbraiths im Jahre 2001 wurse Finnie  Minister für Umwelt und Entwicklung ländlicher Regionen. Obschon Finnie seinen Stimmenanteil bei den folgenden Parlamentswahlen 2003 leicht steigern konnte, verpasste er abermals das Direktmandat. Sein Listenmandat verteidigte er jedoch. Im neugebildeten Kabinett wurde  Finnie erneut als Minister für Umwelt und Entwicklung ländlicher Regionen berufen. Bei den Parlamentswahlen 2007 büßte Finnie dann 11,2 % seiner Stimmen ein und erhielt hinter Duncan McNeil und dem SNP-Kandidaten Stuart McMillan nur noch den dritthöchsten Stimmenanteil. Er gewann aber das Listenmandat für West of Scotland. Im Kabinett der folgenden SNP-Minderheitsregierung erhielt Finnie keinen Ministerposten mehr. Er fungierte anschließend als Parteisprecher für Gesundheit. Bei den Parlamentswahlen 2011 verlor Finnie in seinem Wahlkreis weitere rund 10 % der Stimmen und erhielt damit den geringsten Stimmenanteil aller vier Bewerber.
Da die Liberaldemokraten in der Wahlregion nur 3,3 % der Zweitstimmen erhielten, konnten sie kein Listenmandat erringen und Finnie schied aus dem Parlament aus.